# Henry Allen
Henry Allen – chilijski piłkarz podczas kariery występujący na pozycji pomocnika. 

## Kariera klubowa
Henry Allen podczas piłkarskiej kariery występował w klubie Unión Santiago. 

## Kariera reprezentacyjna
W reprezentacji Chile Allen występował w 1910. W reprezentacji zadebiutował 27 maja 1910 w przegranym 1-3 meczu z Argentyną podczas Mistrzostw Ameryki Południowej, który wówczas nazywał się Copa Centenario Revolución de Mayo 1910. Była to pierwsza, jeszcze nieoficjalna edycja Copa América i pierwszy mecz reprezentacji Chile w historii. Wystąpił również w drugim meczu turnieju z Urugwajem.
Trzeci i zarazem ostatni raz w reprezentacji Allen wystąpił 5 czerwca 1910 w przegranym 1-5 towarzyskim meczu z Argentyną.
| Mecze i gole w reprezentacji | Mecze i gole w reprezentacji | Mecze i gole w reprezentacji | Mecze i gole w reprezentacji | Mecze i gole w reprezentacji | Mecze i gole w reprezentacji | Mecze i gole w reprezentacji |
| #                            | Data                         | Miasto                       | Przeciwnik                   | Gol                          | Wynik                        | Rozgrywki                    |
| ---------------------------- | ---------------------------- | ---------------------------- | ---------------------------- | ---------------------------- | ---------------------------- | ---------------------------- |
| 1.                           | 27.05.1910                   | Buenos Aires                 | Argentyna                    |                              | 1:3                          | Copa Centenario              |
| 2.                           | 29.05.1910                   | Buenos Aires                 | Urugwaj                      |                              | 0:3                          | Copa Centenario              |
| 3.                           | 05.06.1910                   | Buenos Aires                 | Argentyna                    |                              | 1:5                          | towarzyski                   |